# パモーニャ
- パモンニャ

パモーニャ (ポルトガル語: Pamonha) は、伝統的なブラジル料理である。ダンプリングの一種。トウモロコシでできた生地をトウモロコシの葉で包み、茹でて作る。ブラジルの6月祭フェスタジュニーナでは、トウモロコシ料理の一つとして振舞われる。2017年には、国際食品・飲料展（FOODEX JAPAN）で紹介された。

## レシピ
一般的には、まずすりつぶしたトウモロコシに牛乳や砂糖・塩などを混ぜて生地を作り、その生地をトウモロコシの皮（地域によってはバナナの葉）で包んだ後、茹でて作る。ブラジル北東部では、牛乳の代わりにココナッツミルクが用いられる。
塩味のパモーニャ (pamonha de sal) と、甘いパモーニャ (pamonha de doce) とがある。
パモーニャを冷ました後に、砂糖水に溶かして飲むこともあり、この飲み物はgarapa de pamonhaと呼ばれている。

## 単語
パモーニャという名前は、トゥピ語pa'muñãに由来する。
ブラジルでは、"pamonha"という言葉は、「怠け者」や「愚か者」という意味でも使われる。

## ギャラリー

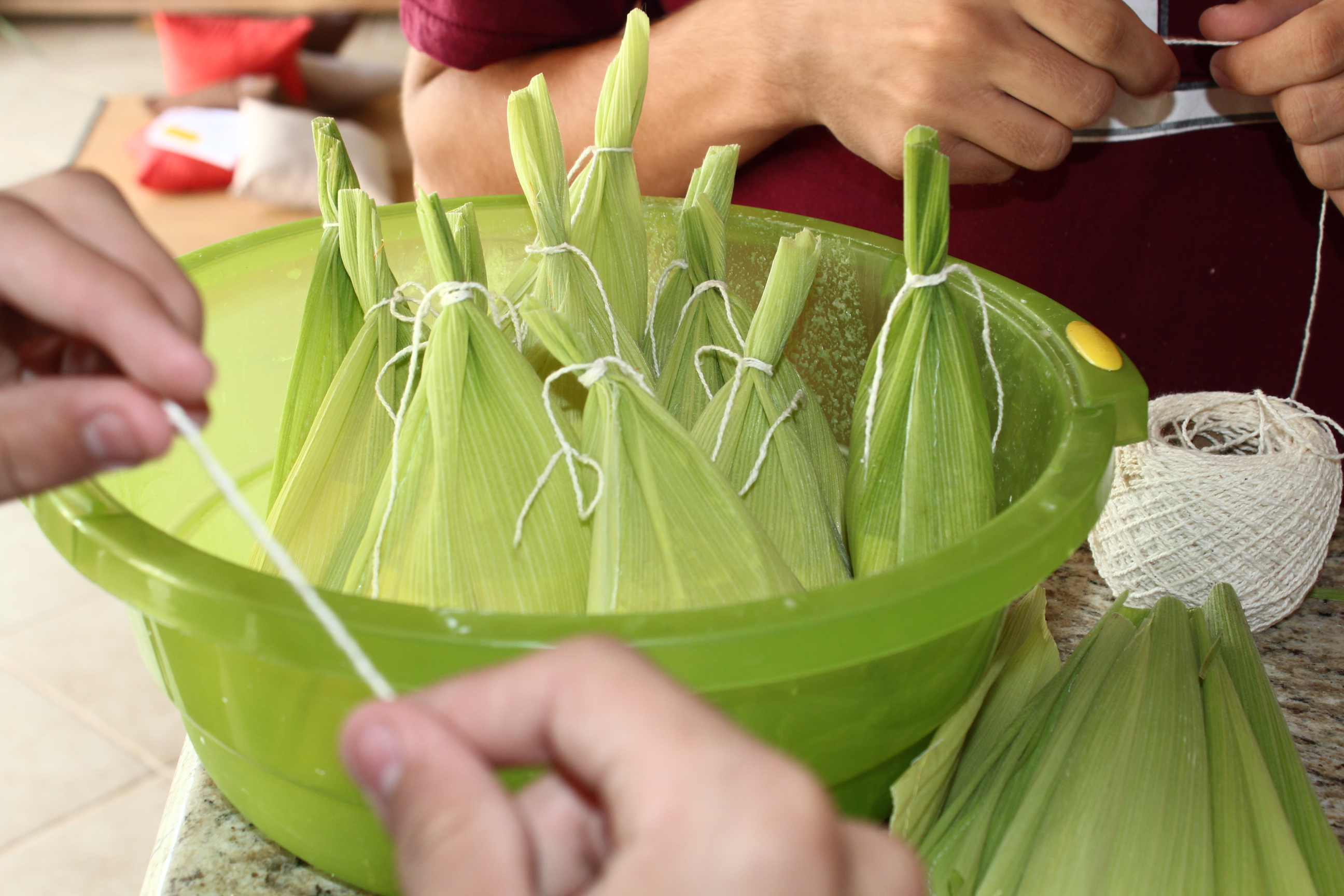
家族で作られるパモーニャ
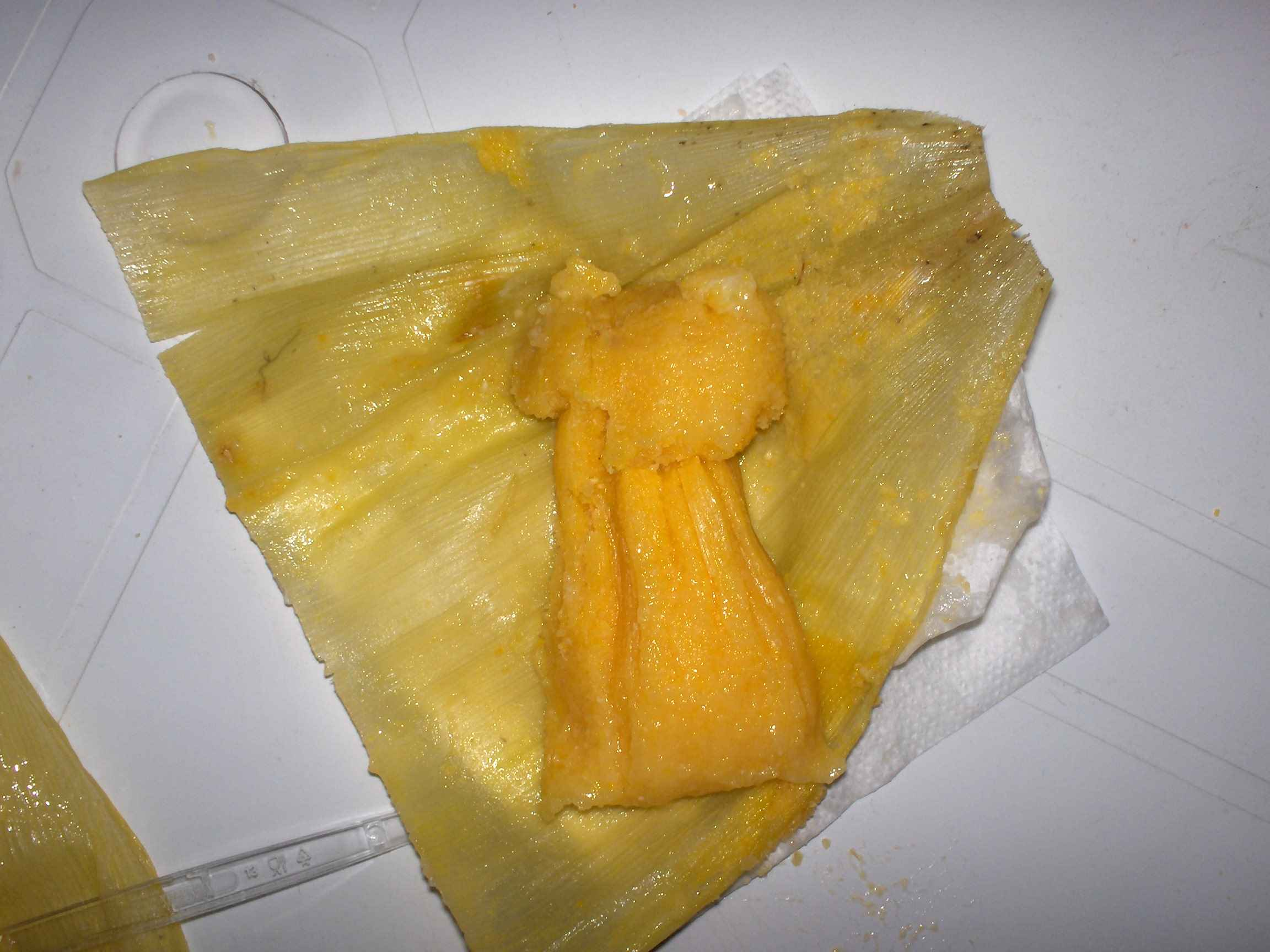
包みを外したパモーニャ